# Макдэниел, Флойд
Флойд Эдвард «Баттер» Макдэниел (англ. Floyd Edward «Butter» McDaniel ); 21 июля 1915, Атенс, Алабама, США — 22 июля 1995, Чикаго, Иллинойс, США — американский блюзовый гитарист, вокалист и автор песен. С группой Blues Swingers номинант Blues Music Awards в номинации «Альбом-возвращение» (1996) 

## Биография
Флойд Макдэниел родился в Атенсе в 1915 году. Учился играть на гитаре под влиянием Ти Боун Уокера.
В 1930 году перебрался в Чикаго, выступал на улицах города, играя популярные песни Луи Армстронга и Mills Brothers. В 1933 году присоединился к группе под названием Rhythm Rascals, игравшей на стиральных досках и дебютировал вместе с ней в ходе Всемирной выставки в Чикаго. Группа затем много гастролировала и Макдэниела во время выступления в клубе «Аполло» в Нью-Йорке приметил скаут клуба Cotton Club. В результате Макдэниел создал домашнюю для клуба группу The Trаmp Band, которая даже записалась в 1937 году. В то время он выступал в шоу под названием «Гарлем идет на Бродвей, Бродвей идет на Гарлем», а летом гастролировал группой, возглавляемой Кэбом Кэллоуэем. В это время Макдэниел от Бена Уэбстера и Билли Холидей получил прозвище «Масло» из-за своей пухлости . 
В 1941 году Макдэниел, познакомившись в Нью-Йорке с Чарли Крисченом, освоил электрогитару и в 1941 году присоединился к Four Blazes, джамп-блюзовому коллективу, который позже переименовался в Five Blazes. В составе этой группы он записался на нескольких синглах, вышедших на Aristocrat Records и United Artists в период с 1947 по 1953 год, один из синглов «Please Send Her Back to Me, Mary Jo» в 1952 году даже возглавил R&B-чарт Billboard . В 1954 году группа распалась, и Макдэниел купиk бар в Чикаго. В 1960-е играл в рок-группе Y Knots, с 1971 года выступал в очередной реинкарнации группы Ink Spots (и оставался в ней до конца 1980-х). В 1986 отметился сотрудничеством с Вилли Диксоном в его Big Three Trio во время выступления на Чикагском блюзовом фестивале и решил вернуться в блюз. В конце 1980-х объединил свои усилия с саксофонистом Дэйвом Кларком (ранее игравшим как гитарист с Хип Линкчейном), создав группу Blues Swingers, которая выпустила единственный прижизненный студийный альбом Флойда Макдэниела. Альбом в 1996 году, после смерти музыканта, был номинирован на Blues Music Awards. 
В 1953 году музыкант приобрёл гитару Gibson Super 400 1949 года выпуска и с того времени играл исключительно на ней. 
Флойд Макжэниел умер, управляя автомобилем на автомагистрали Dan Ryan Expressway от инфаркта, возвращаясь ночью с празднования своего юбилея . 
В 1997 году был выпущен концертный альбом Макдэниела, записанный в ходе гастролей про Европе (без Blues Swingers, с иным коллективом, так, на губной гармонике аккомпанировал Тад Робинсон). В Европе музыкант ещё записался в Вене в качестве гостя на сессии группы Mojo Blues Band . В 2003 году вышел ещё один студийный альбом, содержащий записи 1991—1993 годов, сделанные для Delmark Records.
«Известный джазом, пропитанным блюзом, и блюзом, пропитанным джазом, Флойд Макдэниел был частью чикагской сцены большую часть своих 80 лет» .

## Дискография
- 1994: Floyd McDaniel And The Blues Swingers: Let Your Hair Down! (Delmark Records)
- 1997: West Side Baby (Live in Europe) (Delmark Records)
- 2003: Dave Clark's Blues Swingers Featuring Floyd McDaniel: Switchin' In The Kitchen (Delmark Records)